# Íntimos Extraños: una colección de conversaciones
Íntimos Extraños: una colección de conversaciones (2002 - 2006) es una colección de entrevistas del escritor y periodista mexicano Miguel Cane, con un prólogo del periodista Jairo Calixto Albarrán.

## Estructura
Las entrevistas (con una excepción) fueron presentadas en el semanario Milenio Semanal, del que Cane es colaborador desde 2001. Representa una galería de algunos de los rostros más reconocidos en el cine mundial, entre actores y directores de diversas nacionalidades. La idea del autor es establecer un diálogo más que una entrevista. Cane se muestra respetuoso de las intimidades de sus entrevistados y por lo mismo, el libro carece de carácter morboso.

## Entrevistados
- Christian Bale
- Javier Bardem
- Jake Gyllenhaal
- Julie Christie
- George Clooney
- Nicole Kidman
- Johnny Depp
- Gwyneth Paltrow
- Cate Blanchett
- Sarah Jessica Parker
- Marcia Cross
- Charlotte Rampling
- Charlotte Gainsbourg
- Jodie Foster
- Scarlett Johansson
- Carmen Maura
- Roman Polanski
- Rachel Weisz
- Jennifer Connelly
- Denzel Washington
- Meryl Streep
- Sigourney Weaver
- Peter Sarsgaard
- Julianne Moore
- Keanu Reeves
- Hilary Swank
- Glenn Close
- Philip Seymour Hoffman
- Eva Longoria
- Sofia Coppola
- Jane Fonda
- Colin Farrell
- Liv Ullmann

## Recepción
Íntimos Extraños: una colección de conversaciones se publicó por primera vez en México en mayo de 2006. Desde su aparición recibió buena crítica y ventas, es visto como referente para estudiantes de periodismo.[cita requerida]
- Datos: Q6174509